# Antonio Garay
Pour les articles homonymes, voir Garay.
(en) Statistiques sur pro-football-reference
Antonio Garay, né le 30 novembre 1979 à Rahway, est un joueur américain de football américain.

## Enfance
Garay joue à la Rahway High School où il évolue dans la ligne offensive ainsi que la ligne défensive. Il est aussi champion de lutte de l'État de New Jersey ainsi que des États-Unis.

## Carrière

### Université
Il entre au Boston College et joue ses deux premières saisons comme remplaçant. En 2000, il se blesse tôt dans la saison et déclare forfait pour le reste de l'année. Il revient comme titulaire en 2001, jouant huit matchs comme titulaire avant de se blesser à la nuque. Une nouvelle blessure, à la cheville cette fois-ci, noircit sa saison 2002, sa dernière année avec les Eagles.

### Professionnel
Antonio Garay est sélectionné au sixième tour de la draft de la NFL de 2003, par les Browns de Cleveland, au 195e choix. Pour sa première saison (rookie), il entre au cours de quatre matchs avant de faire une saison 2004 vierge.
En 2006, il intègre les Bears de Chicago où il joue dix matchs en deux saisons. En décembre 2007, il est blessé sur un blocage illégal et mis sur la liste des blessés. Il est libéré le 29 février 2008. Pour la saison 2009, il fait partie de l'équipe d'entraînement des Jets de New York, mais est recruté par les Chargers de San Diego. Il devient nose tackle titulaire en 2010 et garde cette place pendant deux saisons avant de revenir sur le banc en 2012. Il signe, le 15 mars 2013, avec les Jets de New York et fait toute la pré-saison. Cependant, il est coupé avant le début de la saison, le 31 août 2013.